# Isola di Brabant
L'isola di Brabant è la seconda isola più grande dell'arcipelago Palmer all'interno del territorio antartico britannico, situata tra l'isola Anvers e l'isola Liège. L'isola di Brabant misura 59 km nella direzione nord-sud e 30 km nella direzione est-ovest, mentre la massima altitudine è raggiunta presso il monte Parry, la cui cima arriva a 2520 m s.l.m.. L'interno dell'isola è occupato da due catene montuose, i monti Solvay (la cui massima altezza, 1590 m s.l.m., è raggiunta presso il monte Cook), nella parte meridionale, e i monti Stribog (di cui fa parte il già citato monte Parry), nella parte centrale e settentrionale.

## Storia
L'isola è stata così battezzata dalla spedizione antartica belga (1897–1899) comandata da Adrien de Gerlache, in onore della provincia belga del Brabante, in riconoscimento del sostegno dato alla spedizione dai suoi abitanti.
Un documento che riassume lo svolgimento della spedizione del 1984-1985, nota come B.A.T Joint Services Expedition, descrive l'isola come "notoriamente inospitale" e afferma che ci sono prove di sole sei visite tra la scoperta nel 1898 e il 1984. I membri della spedizione vi svernarono nel 1984–1985 e scalarono per la prima volta il monte Parry.

## Geologia
Il blocco tettonico dell'isola di Brabant include uno strato spesso più di 2000 m di lave basalto-andesitiche e pietra vulcanica, corrispondente probabilmente alla parte del Gruppo Vulcanico della Penisola Antartica, ossia una cintura di rocce vulcaniche risalenti al Cretaceo inferiore, situata nella costa di Danco. Questo gruppo è intruso da un davanzale di granodiorite e dicchi ipabissali del primo Eocene. Le lave basaltiche dal tardo terziario al pleistocene si sovrappongono in modo non formabile a questo complesso.

## Mappe
- Territorio antartico britannico. Mappa topografica in scala 1:200 000. Serie DOS 610, foglio W 64 62. Directorate of Overseas Surveys, Tolworth, UK, 1980.
- Dall'isola di Brabante alle isole argentine. Carta topografica in scala 1:250 000. British Antarctic Survey, 2008.

## Galleria d'immagini

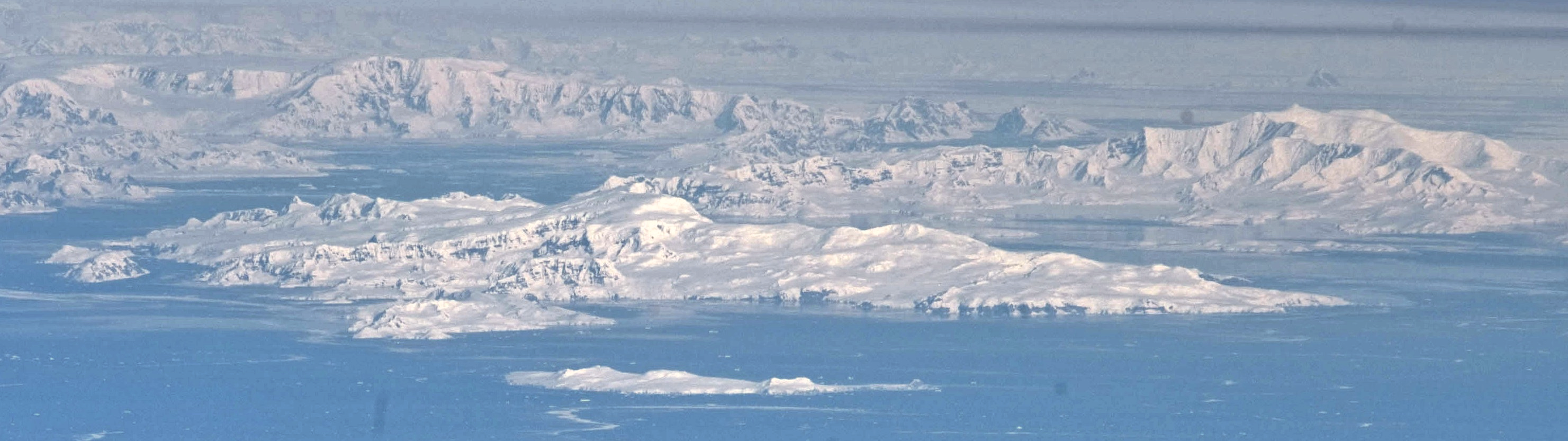
L'isola Brabant vista da nord-est.